# Óscar González (baloncestista)
Óscar González-Cuevas Gómez-Acebo (Madrid, 12 de julio de 1977) es un exjugador de baloncesto profesional de nacionalidad española que ocupaba la posición de base.
Se formó como jugador en la Universidad de Pittsburg, en la que se convirtió durante los cuatro años en los que estuvo allí en uno de sus jugadores más destacados consiguiendo ser incluido durante dos años consecutivos en el quinteto All-American y siendo disitinguido en una ocasión con el título de MVP de su conferencia. En 2010 además fue incluido en el Hall of Fame de dicha universidad de la que además abandonó como el jugador de baloncesto que más partidos había disputado en su historia.
Entre sus logros más destacados figuran dos ascensos a la ACB con el Ricoh Manresa y el CAI Zaragoza así como dos títulos de campeón de la Copa del Príncipe, una con el propio CAI Zaragoza y otra con el Melilla Baloncesto Baloncesto.

## Trayectoria deportiva
- Categorías inferiores del Real Madrid
- 1995/99 NCAA. Universidad de Pittsburg
- 1999/01 LEB. Cajasur Córdoba
- 2001/02 ACB. CB Cáceres
- 2002/04 ACB. Fórum Valladolid
- 2003/04 LEB. CAI Zaragoza
- 2004/05 LEB. UB La Palma
- 2005/06 ACB. Real Madrid
- 2005/06 LEB. Ricoh Manresa
- 2006/07 LEB Oro. CAI Zaragoza
- 2007/08 LEB Oro. Gandia Basquet
- 2008/10 LEB Oro. Melilla Baloncesto
- 2010/11 LEB Oro. CB Murcia